# Лаудіо
Лаудіо, Льйодіо (баск. Laudio, ісп. Llodio) — муніципалітет в Іспанії, у складі автономної спільноти Країна Басків, у провінції Алава. Населення — 18 314 осіб (2009).
Муніципалітет розташований на відстані близько 310 км на північ від Мадрида, 41 км на північний захід від Віторії.

## Демографія
Динаміка населення (INE ):

## Галерея зображень

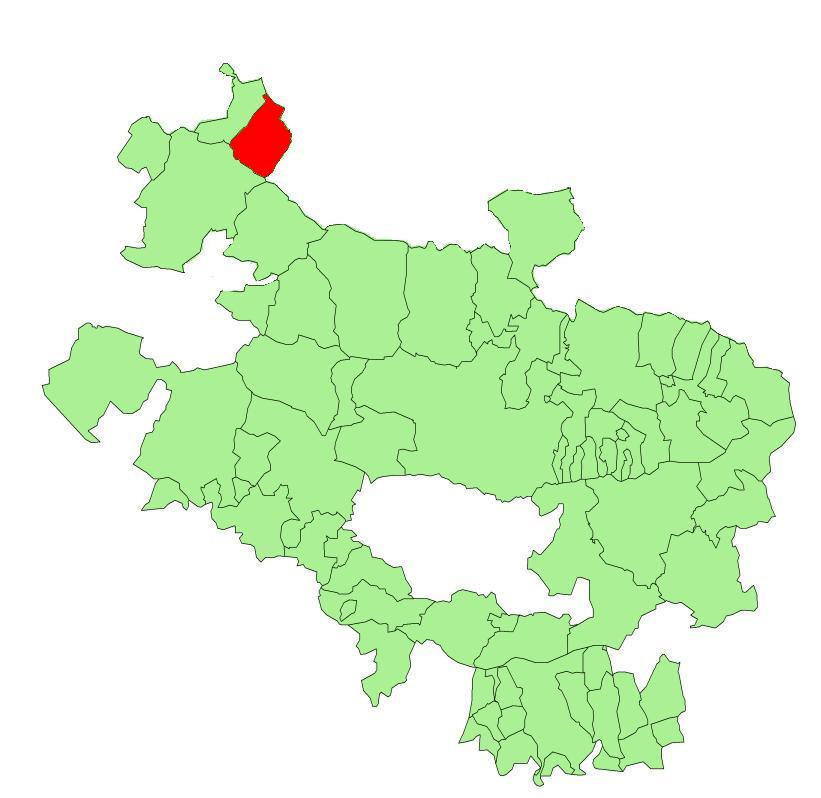
Розташування муніципалітету
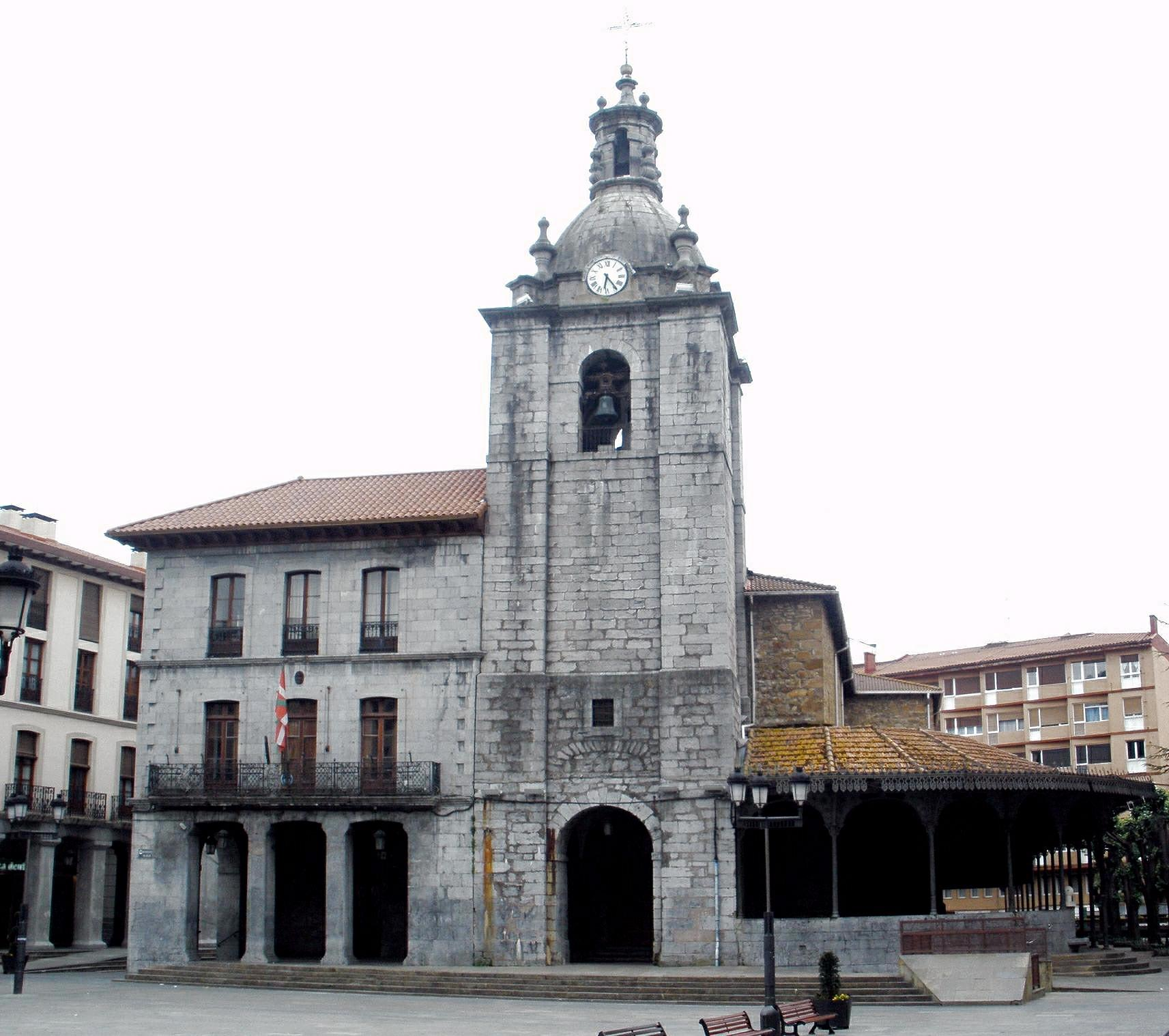
Церква Сан-Педро-де-Ламуса
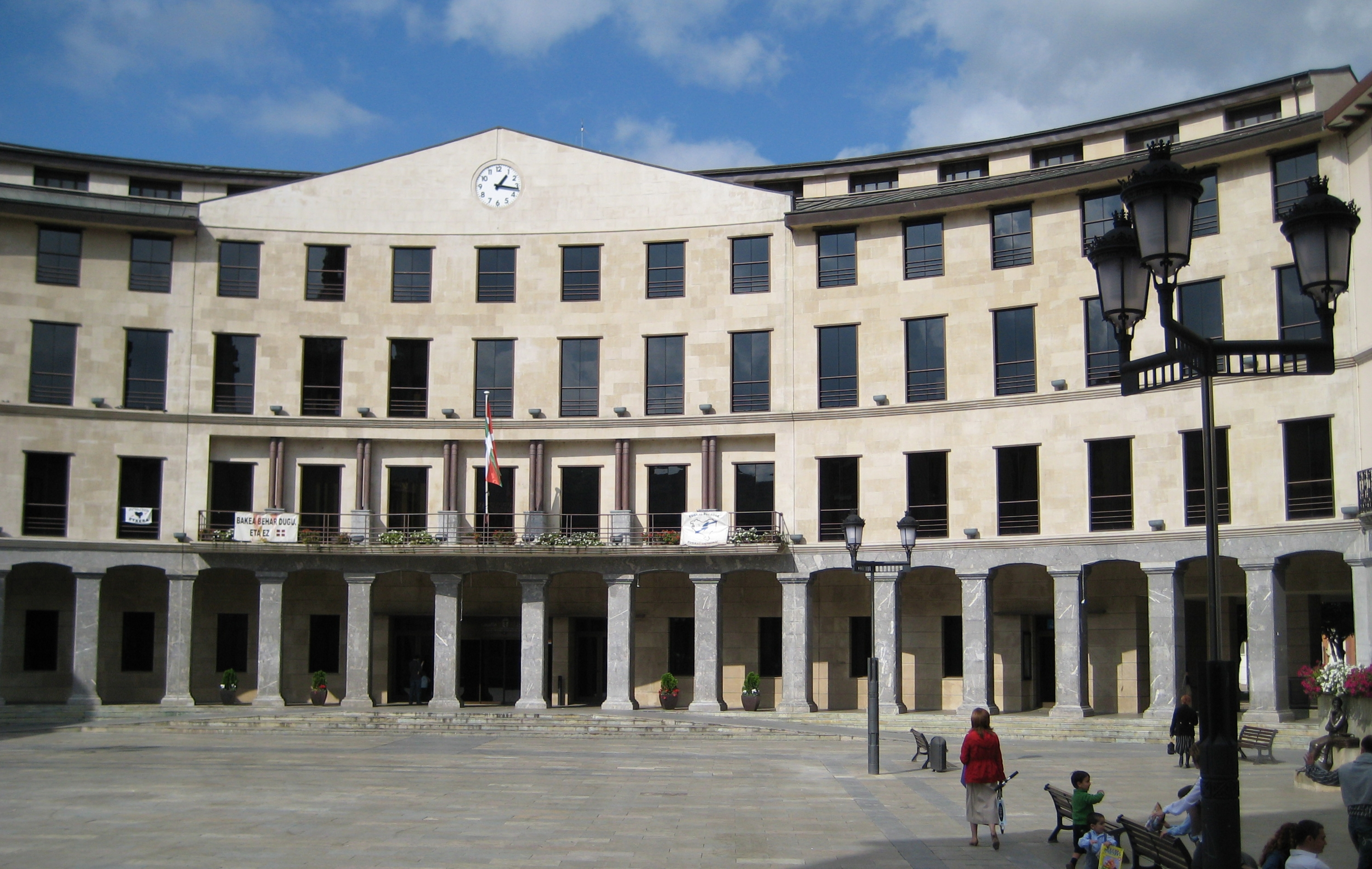
Муніципальна рада